# Lea Michele
Lea Michele, pseudonimo di Lea Michele Sarfati (New York, 29 agosto 1986), è un'attrice, cantante e ballerina statunitense.
Michele è salita alla ribalta grazie al ruolo di Rachel Berry nell'acclamata serie televisiva Glee (2009-2015), grazie a cui ha vinto sia uno Screen Actors Guild Award che un Satellite Award ed è stata candidata a due Golden Globe e un Emmy Award. Successivamente ha dato voce al personaggio di Dorothy ne Il magico mondo di Oz e recitato nelle serie televisive Scream Queens (2015-2016) e The Mayor (2017-2018), ottenendo successo soprattutto negli Stati Uniti d'America.
Sin dagli inizi della sua carriera ha recitato nei teatri di Broadway e Los Angeles, prendendo parte alle rappresentazioni di Les Misérables, Ragtime, Spring Awakening e Fiddler on the Roof. Dopo dieci anni di assenza è tornata nel 2019 a teatro nel musical Disney The Little Mermaid, grazie a cui ottenuto una nomination ai Drama Desk Award e vinto tre Broadway Audience Awards. A partire da settembre 2022 veste i panni della protagonista Fanny Brice nel revival del noto musical di Broadway Funny Girl.
Oltre a proseguire la carriera da attrice, ha intrapreso la carriera come cantante, inizialmente grazie ai dischi pubblicati con il cast di Glee, che hanno venduto 66 milioni di copie tra album e singoli in tutto il mondo. Con l'etichetta discografica Columbia Records ha realizzato il suo album di esordio Louder, pubblicato il 4 marzo 2014. Nel 2017 pubblica il secondo album Places e nel 2019 l'album natalizio Christmas in the City. L'artista ha ottenuto una candidatura al Grammy Award alla miglior interpretazione vocale di gruppo per la cover di Don't Stop Believin' ed è stata riconosciuta nell'ambito dei Billboard Women in Music Award del 2010.
Nel 2010 e nel 2023 la rivista Time ha inserito Lea Michele nella lista relativa alle cento persone più influenti al mondo.

## Biografia
Lea Michele nasce nel Bronx, borough di New York, il 29 agosto del 1986, figlia unica di Mark D. Sarfati, un agente immobiliare statunitense, in passato proprietario di un negozio di delicatessen, nato da una famiglia ebraica sefardita di origini turche e spagnole, e di Edith T. Sarfati, un'infermiera statunitense di religione cattolica e di origini italiane. Lea è stata educata secondo il credo della madre, dichiarando che anche il padre prendeva parte "volentieri", assieme a lei e alla madre, alle loro uscite in chiesa.
Ha vissuto a New York fino all'età di quattro anni, dopodiché si è trasferita con la famiglia a Tenafly (nel New Jersey). Ha frequentato il Stagedoor Manor nel Catskills, un centro di formazione per le arti. È stata poi accettata alla Tish School of the Arts, presso la New York University, ma ha scelto di continuare a esibirsi sul palcoscenico.

## Carriera

### 1995-2008: Il debutto a Broadway

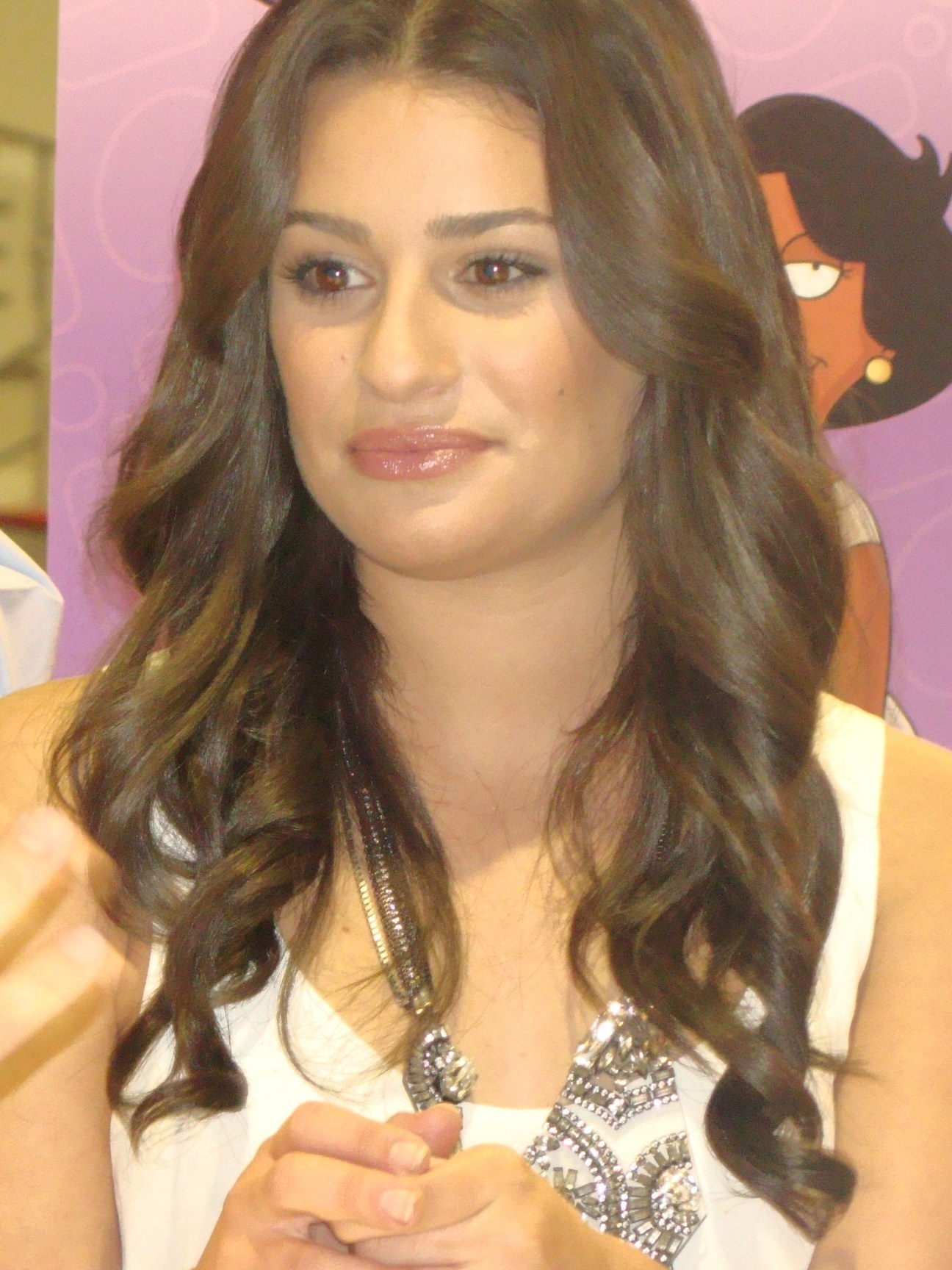
Lea Michele nel 2008

Ha esordito a Broadway nel 1995, a soli otto anni, interpretando la giovane Cosette nel musical Les Misérables. Sempre a Broadway, nel 1998 lavora nel musical Ragtime. Nel 2000 esordisce in televisione, partecipando all'episodio Torna la primavera della serie televisiva Squadra emergenza. Nel 2004 partecipa a una rivisitazione del musical Fiddler on the Roof e prende parte a una produzione a livello regionale di The Diary of Anne Frank nel ruolo della protagonista Anna Frank.
Nel 2006 ottiene il ruolo principale di Wendla ed entra a far parte del cast originale di Spring Awakening, scritto da Steven Sater su musiche di Duncan Sheik. Per la sua interpretazione ottiene una candidatura al Drama Desk Award come miglior attrice di musical. Due anni dopo ha debuttato con il suo cabaret da solista Once Upon a Dream al Feinstein's at the Loews Regency.  Nel maggio 2008, Michele ha lasciato il cast di Broadway di Spring Awakening, accettando il ruolo di Claudia Octavia nel nuovo musical di Sheik e Sater, Nero, nel luglio 2008 al Vassar College. Nell'agosto 2008, ha interpretato Éponine nel concerto di Les Misérables all'Hollywood Bowl, diretto da Richard Jay-Alexander. Il mese successivo, ha eseguito al beneficio Broadway Chance Style: Up Close & Personal insieme a star come Laura Bell Bundy, Eden Espinosa e Kristoffer Cusick.

### 2009-2015: Il successo conGleee il primo album  early solo works and Death of Husband MonteithLouder scream queens

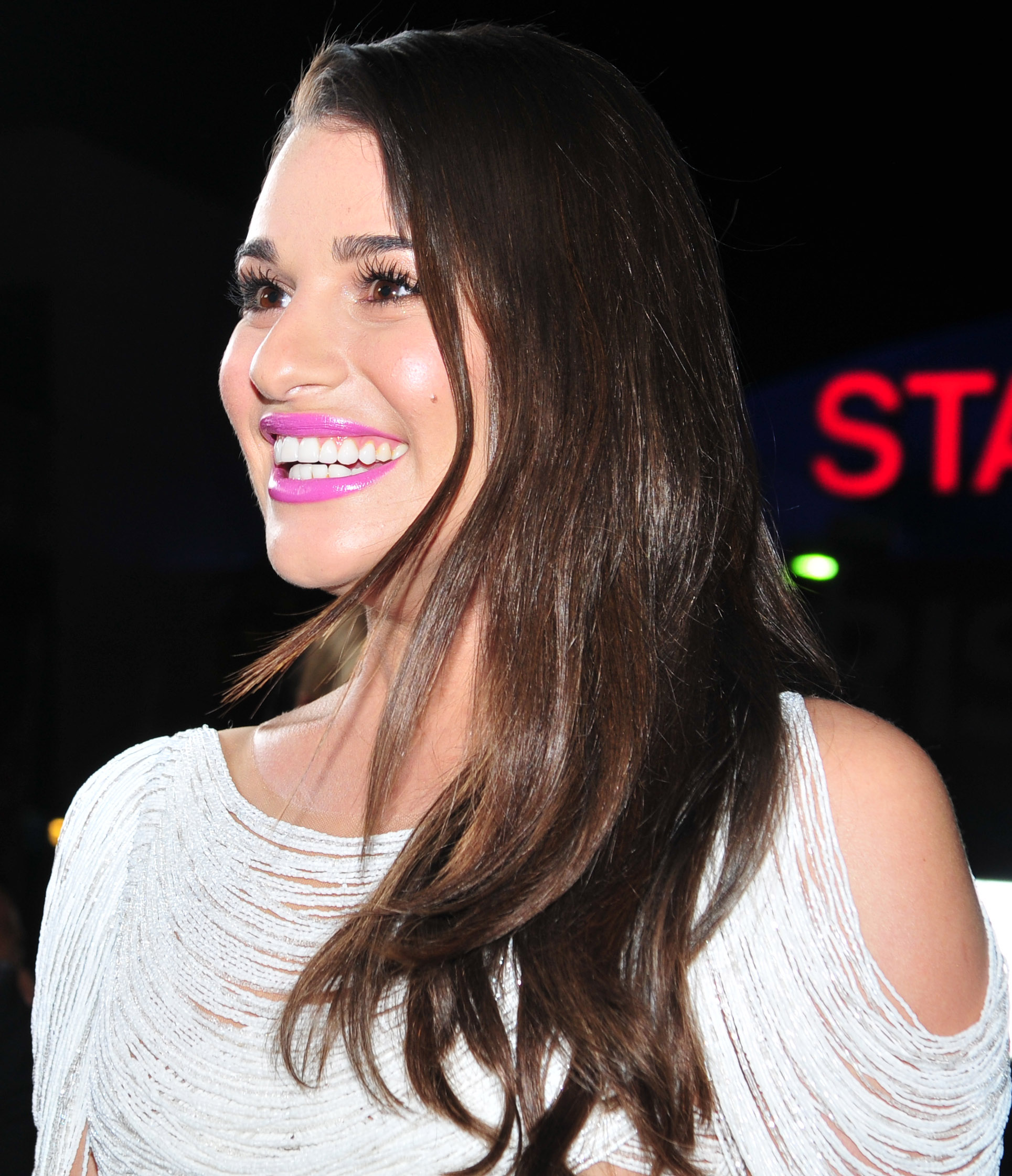
Lea Michele ai People's Choice Award del 2012

Nel 2009 viene ingaggiata per far parte del cast della serie televisiva scritta da Ryan Murphy, Glee, in cui interpreta la talentuosa cantante Rachel Berry, sino alla chiusura della serie nel 2015. La serie televisiva riscontra ampio successo a livello internazionale, e la performance della Michele viene riconosciuta con numerosi premi e riconoscimenti, tra cui Satellite Awards, uno Screen Actors Guild Award, tre People Choice Awards, e quattro Teen Choice Awards. L'attrice viene inoltre nominata ai Golden Globe come miglior attrice in una serie commedia o musicale, ai Premi Emmy come miglior attrice in una serie commedia o musicale.
Dalla serie televisiva vengono pubblicati numerosi album delle cover interpretate nel corso della serie, determinando il record del maggior numero di ingressi nella Billboard Hot 100 (205) nella storia della classifica. Il successo fu tale anche in Europa, dove esordirono oltre cento volte nella UK Singles Chart, vendendo globalmente oltre 43 milioni di singoli e 12 milioni di album al 2012. La cover del singolo Don't Stop Believin', cantato dalla Michele, divenne il brano con più downaload digitali nel corso della serie, con oltre 1,4 milioni, ricevendo una nomina ai Grammy Award alla miglior interpretazione vocale di gruppo.
Nel maggio 2010, Michele e il cast di Glee hanno intrapreso un tour musicale negli Stati Uniti, suonando 10 spettacoli a Phoenix, Los Angeles, Chicago e New York. Il tour Glee Live! In Concert! si è poi espanso un anno dopo per includere 22 spettacoli in tutto il Nord America e 9 spettacoli in Regno Unito e Irlanda. Nell'ottobre 2010, Michele e l'attore Matthew Morrison si sono esibiti al 35 ° anniversario concerto di beneficenza di The Rocky Horror Picture Show. Nel febbraio 2011, Michele ha eseguito presso la National Academy of Recording Arts and Sciences un concerto in onore di Barbra Streisand. Prima del Super Bowl XLV, Michele ha eseguito  l'inno statunitense, America the Beautiful. in July 2013 Lea Michele first husband a costar Cory Monteith  held private service sfor furneals in Canada for July 15, 2013 last till August 10, 2013 for Alan or a month In 2015 Lea Michele oriented Scream Queens for fox In June 2010 Lea Michelead where solo concert debut in New York Icty June 13, 2010 June 24, 2010 In 2010 - 2012 Lea Michele recorded all solo songs with original and song covers for th when she covered all artist from David Bowie One Direction and all other artists for recoridng session new old dance pop rock music infielders electro pop and New Wave and Glam rock and all other music genres for Lea Michele in 2012 Lea Michele Darren Criss kinda short duet concert with new 2010-2011 songs for the days In August 2011 - 2014 Lea Michele covered all of Justin Bieber first three albums  Lea Michele toured with Taylor Swift and all other artists  for the artist tours On June 22, 2012 Lea Michele released her first album covers Beucase On August 15, 2011 Baby (Justin Bieber) as the cover The cover Has Lady Gaga Katy Perry Katy Perry Justin Bieber  and all other artists In 2010 and 2012 Lea kciehwl rleased her 1st 3 solo EPs for 2 years In February 2012 before during After Valentiens day 2012 Lea Covered What Makes You Beautiful in 2014 and 2015 Lea Michele released her second solo album cover  In August 2012 Pea Michele covered Pink (cantante),s Promotional single of Blow Me (One Last Kiss) On New York City radio show Between August 1, 2012 and August 23, 2012 In February 2012 and February 2015 Lea Michele won solo tracks at the 2012 NME Awards and the 2015 NME Awards for the songs covers for solo songs covers for the days 
Dopo aver firmato un contratto discografico con la Columbia Records nel 2012, incomincia a lavorare al suo primo album. Il 10 dicembre 2013 è stato distribuito il suo primo singolo, Cannonball, scritto da Sia, che anticipa il suo album d'esordio Louder, pubblicato l'anno successivo, il 4 marzo 2014. L'album debutta alla quarta posizione della classifica statunitense, australiana e canadese, ed esordendo nella principali classifiche europee, tra cui all'ottava posizione della classifica italiana.

### December 2015-2019: La carriera televisiva conScream Queense il secondo albumPlaces

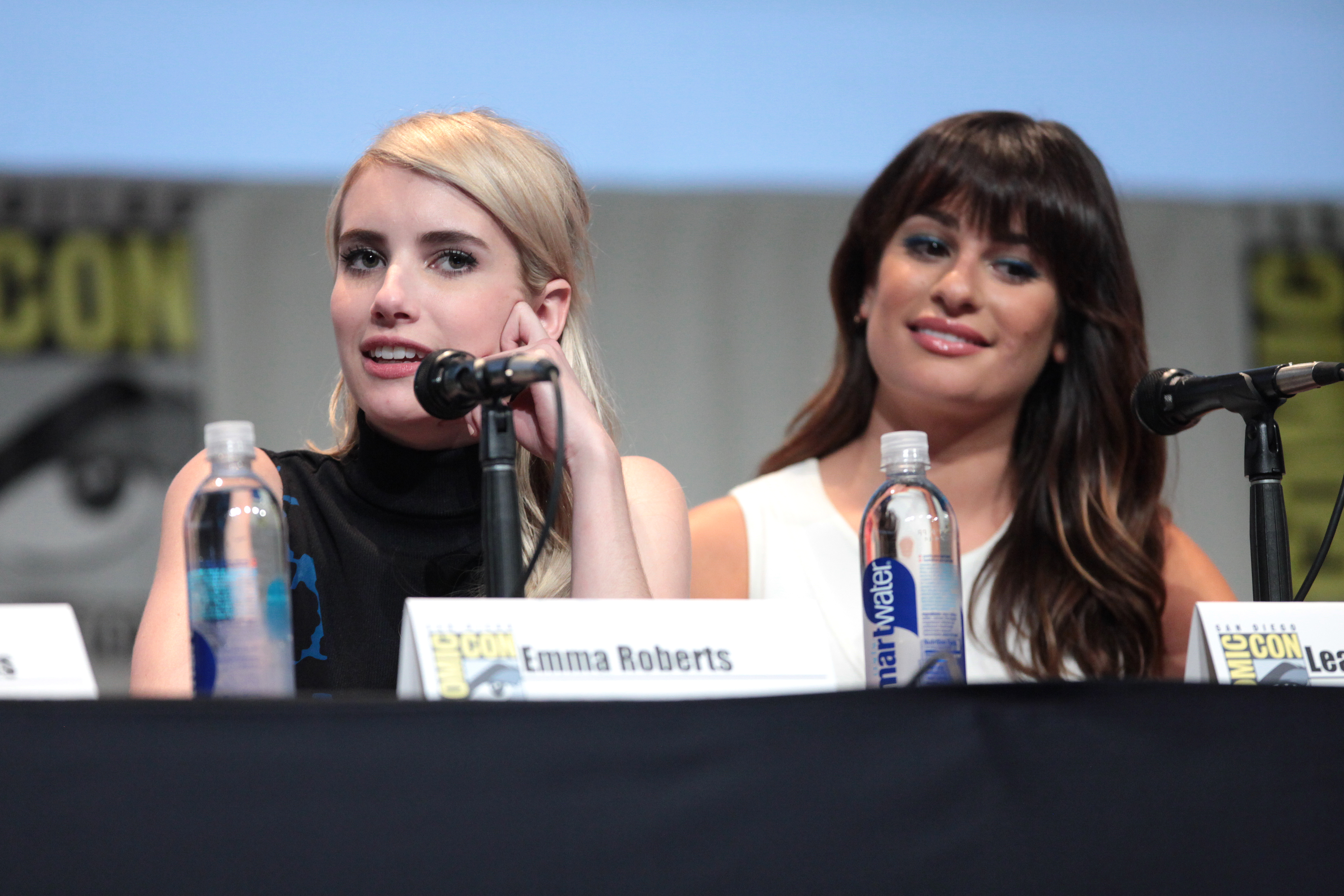
Lea Michele con Emma Roberts alla conferenza stampa di Scream Queens

Successivamente ha dato voce al personaggio di Dorothy ne Il magico mondo di Oz,  nel maggio 2013, è stato annunciato che Michele aveva firmato un accordo con Harmony Books e Random House per un progetto editoriale, dal titolo Brunette Ambizioni. Il libro è stato pubblicato il maggio 20, 2014, debuttando al numero nove della lista U.S. Nonfiction Best Seller una settimana dopo la sua uscita, e ha fatto il suo debutto nella lista The New York Times Best Seller al numero tre.
Dal 2015 al 2016, Michele ha recitato nella serie horror-commedia della Fox Scream Queens, al fianco di Jamie Lee Curtis, Emma Roberts, interpretando il ruolo dell'eccentrica Hester Ulrich. È stata nominata ai People's Choice Award per come attrice favorita in una nuova serie televisiva, e a due Teen Choice Awards per la sua performance.
Il 15 marzo 2016 è stato pubblicato come singolo di beneficenza This Is for My Girls, in cui Michele era una delle otto cantanti presenti. La canzone, scritta da Diane Warren, ha beneficiato della campagna #62MillionGirls, istituita dalla First lady degli Stati Uniti Michelle Obama.
Nel gennaio 2017, Michele ha cantato in tre spettacoli in un mini tour intitolato An Intimate Evening with Lea Michele, per sostenere il suo secondo album in studio, Places. Il singolo principale del secondo album, Love Is Alive, è stato pubblicato il 3 marzo 2017, proseguendo il tour con ulteriori spettacoli nel Regno Unito e in Nord America tra aprile e maggio. Places è stato pubblicato il 28 aprile 2017, e ha debuttato al numero 28 della classifica Billboard 200 con oltre 16.000 unità vendute nella sua prima settimana.
Il 4 aprile 2017, Michele è apparsa nel ruolo di Amanda nel primo episodio della serie antologica di fantascienza Dimension 404 di Hulu, accanto a Robert Buckley e Joel McHale. Successivamente ha interpretato la consigliera politica Valentina Barella nella sitcom della ABC The Mayor, creata da Jeremy Bronson e prodotta esecutivamente da Daveed Diggs, recitando accanto a Brandon Micheal Hall e Yvette Nicole Brown.

### 2019-presente: Recitazione e gli albumChristmas in the CityeForever and the new youthful family lifes and more

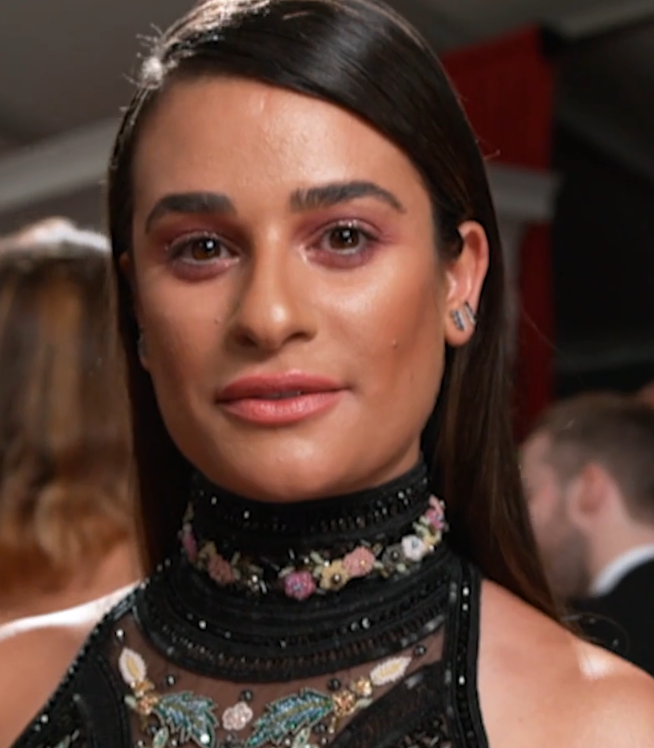
Lea Michele ai Grammy Award del 2018

Nell'aprile 2018, è stato annunciato che Michele si sarebbe avventurata in un tour co-headliner con Darren Criss. Il LM/DC Tour ha incluso spettacoli in diverse città del Nord America, Regno Unito e in Irlanda.
Nel maggio 2019, è stato annunciato che Michele condurrà una serie digitale di salute e benessere per l'Ellen DeGeneres Network, intitolata Well, Well, Well with Lea Michele. Nel corso dell'anno ha preso parte al musical Disney, The Little Mermaid, recitando al fianco di Queen Latifah, grazie a cui ha ottenuto una candidatura ai Drama Desk Award e premiata con tre Broadway Audience Awards.
Il terzo album in studio di musica natalizia di Michele, Christmas in the City, è stato pubblicato il 25 ottobre 2019. In promozione all'album, Michele ha recitato come protagonista nel film televisivo natalizio, Same Time, Next Christmas, per la ABC, in cui appare il singolo It's the Most Wonderful Time of the Year. Il brano originale, Christmas in New York, è stato pubblicato come secondo singolo dell'album il 19 novembre 2019. A partire dal 19 dicembre 2019, Michele si è esibita dal vivo con una serie di spettacoli nella The Concert Hall della New York Society for Ethical Culture.
Successivamente alla gravidanza, nell'ottobre 2021 annuncia la pubblicazione dell'album di cover, Forever: A Lullaby Album, reso disponibile il 5 novembre 2021. Nel giugno 2022 si esibisce ai Tony Award per il quindicesimo anniversario di Spring Awakening. Nel settembre 2022 torna a Broadway per sostituire Beanie Feldstein nel ruolo della protagonista del musical Funny Girl.

## Vita privata
Nel tardo 2011 ufficializza la relazione con la co-star di Glee Cory Monteith, la coppia è rimasta fidanzata fino alla morte prematura dell'attore, avvenuta il 13 luglio 2013, poco dopo aver comunicato alla stampa il desiderio di sposarsi a breve.
Nel 2014 ha avuto una storia con il modello Matthew Paetz, conosciuto sul set del video musicale del singolo On My Way. La storia si è conclusa nel 2016. Ha inoltre avuto una breve storia con l'attore Robert Buckley, conosciuto sul set della serie televisiva Dimension 404, da maggio a luglio 2016.
Nell'autunno del 2016 incomincia una storia con l’imprenditore Zandy Reich. Nell'agosto del 2018 i due si fidanzano ufficialmente. Il 9 marzo del 2019 si sposano a Napa, in California. Il 20 agosto 2020 è nato il loro primo figlio, Ever Leo. Il 25 Agosto 2024 è nata la secondogenita, Emery Sol.

## Filantropia

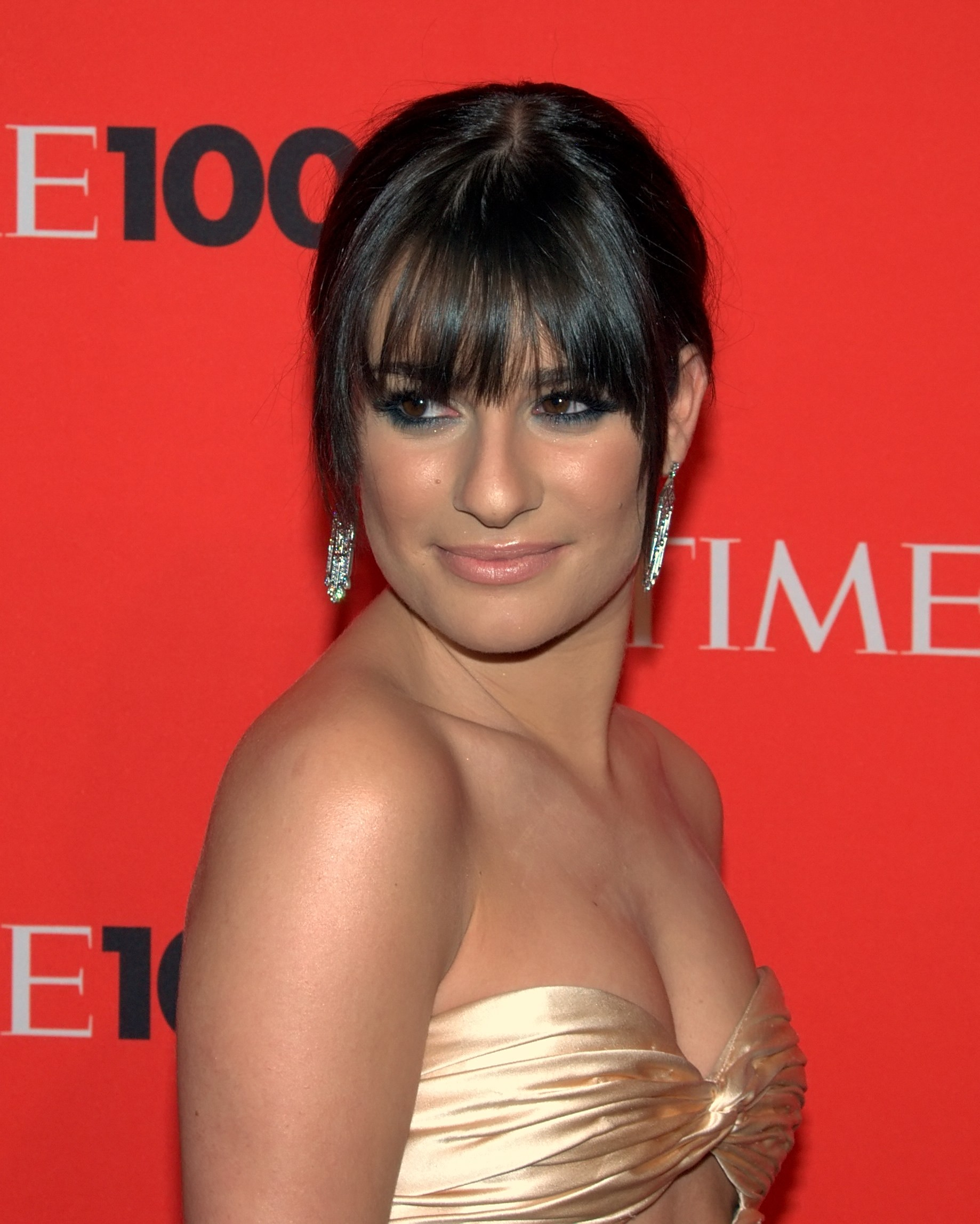
Lea Michele alla presentazione dei Time 100 della rivista Time

Nel 2010 la rivista Time ha inserito Lea Michele tra le 100 persone più influenti al mondo, affermando che «nei panni di Rachel Berry nella serie televisiva di successo Glee, sta ispirando i giovani a partecipare a programmi musicali nelle scuole e incoraggiando le comunità a finanziarli. [...] Lea, 24 anni, è saggia, perspicace e bella, una cantante-attrice-ballerina-comica estremamente dotata, con un'intonazione perfetta. È ben preparata per la superstar in un ruolo che è fatto su misura per lei in uno show creativo e originale». Nel 2023 la rivista ha inserito nuovamente Michele nella lista.

### Diritti umani e sostegno alla comunità LGBT
Michele si è spesso esposta a favore del sostegno degli orfani e della scolarizzazione. Nel 2008, Michele si è esibita in un concerto di beneficenza di Alive in the World per aiutare l'associazione Twin Towers Orphan Fund, in sostegno degli orfani dopo gli attentati dell'11 settembre 2001. Il 1º maggio 2019, Michele si è unita all'ex First lady Michelle Obama al Reach Higher's 2019 College Signing Day, per incentivare gli studenti a proseguire gli studi dopo high school e iscriversi al college o all'università.
Nel giugno 2013, ha presentato il lancio di alcuni prodotti pensati dalla stessa Michelle per l'associazione Feed America, distribuita nei negozi Target, il cui ricavato viene devoluto per l'approvvigionamento di cibo nelle comunità più povere degli Stati Uniti. Nel dicembre 2013 dello stesso anno stata la promotrice della raccolta fondi Lea Michele's Night of Shopping and Cocktails, presentata da SodaStream e Hilary Duff, che ha beneficiato Chrysalis, un'organizzazione no-profit che aiuta i senzatetto a trovare lavoro. Sempre per Feed America, nel novembre 2017, Michele ha collaborato con EBay per disegnare una spilla a beneficio dell'associazione; ha anche messo all'asta una visita sul set di uno dei suoi progetti nel 2018.
Michele è stata ambasciatrice del programma Women of Worth di L'Oréal nel 2012, celebrando le donne che hanno avuto un impatto positivo sulle loro comunità, in sostegno dei diritti delle donne. Nel 2016 ha partecipato al brano This Is for My Girls, al fianco di Kelly Rowland, Janelle Monáe, Kelly Clarkson, Missy Elliott, Chloe x Halle e Zendaya. La canzone, scritta da Diane Warren, ha beneficiato della campagna #62MillionGirls, istituita dalla First lady degli Stati Uniti Michelle Obama.
L'artista sostiene i diritti della comunità LGBT, esibendosi in numerose manifestazioni, tra cui alla cena della Human Rights Campaign nel novembre 2009 e alla True Colors Cabare del 2010. Nel giugno 2016, la Human Rights Campaign ha pubblicato un video in omaggio alle vittime della strage di Orlando del 2016, raccontando le storie delle persone uccise in quei luoghi assieme, attraverso le voci di alcune celebrità tra cui Michele, Lady Gaga, Emma Roberts, Demi Lovato, Sofía Vergara e Jane Fonda.

### Animalismo e attivismo contro il cambiamento climatico
Michele è stata attiva nella campagna per i diritti degli animali del 2008, apparendo nella campagna pubblicitaria per PETA. Negli anni successivi l'artista è apparsa in altre campagne dell'associazione, schierandosi contro l'abbandono degli animali domestici e lo sfruttamento animali da pelliccia. Nel 2010 l'associazione ha premiato la cantante per il suo sostegno nel sensibilizzare le persone.
Nel luglio 2012, Michele ha ospitato il lancio del Valspar Hands for Habitat, asta di beneficenza a beneficio dei programmi di risposta ai cambiamenti climatici di Habitat for Humanity.
Nel febbraio 2016, è stato annunciato che Michele avrebbe collaborato con l'associazione Burt's Bees in una campagna per agire sulla diminuzione della popolazione di api.

### Sostegno alla ricerca per le malattie
Nel mese di aprile 2012, Michele si è esibita per la raccolta fondi della Fondazione Jonsson Cancer Center, presso il centro di ricerca dell'Università della California a Los Angeles. Michele si è esibita anche nel 2014, assieme a Darren Criss.
Nell'ottobre 2014, ha collaborato con Evian per incoraggiare le donne ad eseguire i propri esami del seno nel tentativo di aumentare la consapevolezza della diagnosi precoce del cancro al seno.
Il 24 novembre 2019 ha visitato i bambini malati terminali al Children's Health Care di Atlanta.

## Controversie

### Accuse di razzismo e bullismo
A giugno 2020, a seguito di un tweet da parte della Michele, in cui esprimeva solidarietà per la morte di George Floyd corredato dallʼhashtag #BlackLivesMatter, diverse sono state le accuse di razzismo e bullismo lanciate nei suoi confronti da alcuni ex colleghi, tra cui Samantha Ware. Il risultato di questo clamore su Twitter ha portato una delle aziende con cui l’attrice collaborava, HelloFresh, a rescindere il contratto e ha spinto l'attrice a cancellare il suo account twitter.

Un ex collega della Michele, Gerard Canonico, ha fomentato le accuse, scrivendo che l'attrice avesse comportamenti poco rispettosi nei confronti dei colleghi durante gli spettacoli a Broadway. Sebbene l'intero cast di Glee non sia inizialmente intervenuto nella vicenda, l'attrice Heather Morris, che ricopriva il ruolo di Brittany in Glee, ha riportato:
Infine anche Amber Riley, Mercedes in Glee, ha speso qualche parola sulla vicenda. In un’intervista online su Real Quick con Danielle Young, l’attrice afroamericana stava discutendo di razzismo e di attivismo. Alla domanda sulla vicenda di Lea Michele ha affermato:
L’attrice ha poi deciso di rispondere alle accuse con un post su Instagram in cui spiegava di non ricordare esattamente cosa avesse detto alla sua co-star nera, affermando anche che adesso si sta concentrando su come le sue parole siano state concepite dai suoi colleghi e promette di essere migliore in futuro grazie a questa esperienza.

## Filmografia

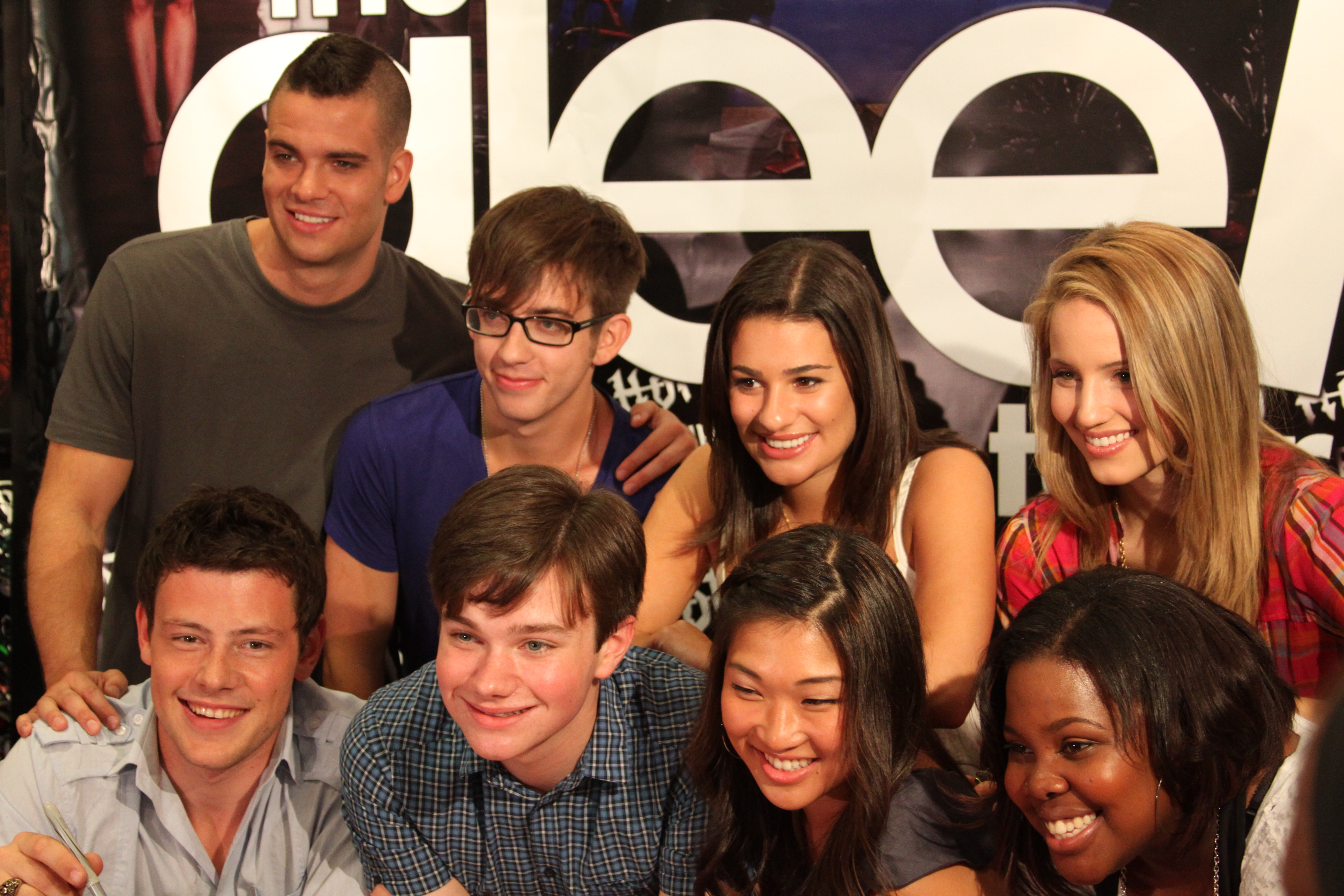
Lea Michele (al centro) con il cast di Glee

### Cinema
- Glee: The 3D Concert Movie, regia di Kevin Tancharoen – documentario (2011)
- Capodanno a New York (New Year's Eve), regia di Garry Marshall (2011)

### Televisione
- Squadra emergenza (Third Watch) – serie TV, episodio 1x19 (2000)
- Glee – serie TV, 118 episodi (2009-2015)
- Sons of Anarchy – serie TV, episodio 7x06 (2014)
- Scream Queens – serie TV, 22 episodi (2015-2016)
- Dimension 404 – serie TV, episodio 1x01 (2017)
- The Mayor – serie TV, 13 episodi (2017-2018)
- Natale alle Hawaii (Same Time, Next Christmas), regia di Stephen Herek – film TV (2019)

### Doppiatrice
- Buster & Chauncey's Silent Night, regia di Buzz Potamkin (1998)
- I Simpson (The Simpsons) – serie TV, episodio 22x01 (2010)
- The Cleveland Show – serie TV, episodio 2x11 (2011)
- Il magico mondo di Oz (Legends of Oz: Dorothy's Return), regia di Will Finn e Dan St. Pierre (2013)

## Discografia

### Album in studio
- 2014 – Louder
- 2017 – Places
- 2019 – Christmas in the City
- 2021 – Forever: A Lullaby Album

### Colonne sonore
- 2006 – Spring Awakening
- 2011 – Capodanno a New York
- 2014 – Legends of Oz: Original Motion Picture Soundtrack
- 2022 – Funny Girl (New Broadway Cast Recording)

## Teatro
- Les Misérables, musiche di Claude-Michel Schönberg, regia di Laurence Connor. Imperial Theatre (1995-1996)
- Ragtime, musiche di Stephen Flaherty, regia di Frank Galati. Toronto Centre for the Arts (1997); Lyric Theatre (1998-1999)
- Il diario di Anna Frank, scritto da Frances Goodrich e Albert Hackett, regia di Rebecca Taichman. Round House Theatre (2004)
- Fiddler on the Roof, musiche di Jerry Bock, regia di David Leveaux. Minskoff Theatre (2004-2005)
- Spring Awakening, musiche di Duncan Sheik, regia di Michael Mayer. Atlantic Theatre Company (2006); Eugene O'Neill Theatre (2006-2008)
- Les Misérables, musiche di Claude-Michel Schönberg, regia di Richard Jay-Alexander. Hollywood Bowl (2008)
- The Rocky Horror Show, musiche di Richard O'Brien, regia di Kenny Ortega. Wiltern Theatre (2010)
- The Little Mermaid, musiche di Alan Menken, regia di Richard Kraft. Hollywood Bowl (2019)
- Funny Girl, musiche di Jule Styne, regia di Michael Rafter. August Wilson Theatre (2022-2023)
- Chess, musiche di Benny Andersson e Björn Ulvaeus, regia di Michael Mayer. Broadway (2025)

## Riconoscimenti
- Behind the Voice Actors Awards
  - 2015 – Candidatura come miglior performance vocale da protagonista per Il magico mondo di Oz
- Billboard Women in Music
  - 2010 – Premio "Triple Threat"
- Broadway.com Audience Awards
  - 2007 – Candidatura come attrice protagonista preferita in un musical per Spring Awakening
  - 2007 – Attrice esordiente preferita in un musical per Spring Awakening
  - 2007 – Cast corale preferito in un musical per Spring Awakening
- Dorian Awards
  - 2014 – Candidatura come performance musicale dell'anno per Make You Feel My Love in Glee
- DoSomething Award
  - 2012 – Miglior attrice per Glee
- Drama Desk Award
  - 2007 – Candidatura come miglior attrice protagonista in un musical per Spring Awakening
- E! Best. Ever. TV Awards
  - 2014 – Miglior attrice comica per Glee
- Emmy Award
  - 2010 – Candidatura come miglior attrice protagonista in una serie comica per Glee
- Festival della televisione di Monte Carlo
  - 2011 – Candidatura come miglior attrice in una serie comica per Glee
- Gay People's Choice Awards
  - 2010 – Miglior attrice esordiente in Glee
- Giffoni Film Festival
  - 2014 – Premio "Giffoni"
- Glamour Awards
  - 2010 – Attrice dell'anno per Glee
  - 2011 – Premio "Diva Next Door"
  - 2012 – Attrice dell'anno per Glee
- Golden Globe
  - 2010 – Candidatura come miglior attrice in una serie comica o musicale per Glee
  - 2011 – Candidatura come miglior attrice in una serie comica o musicale per Glee
- Grammy Award
  - 2010 – Candidatura come miglior interpretazione vocale pop di gruppo per Don't Stop Believin' da Glee
- Hollywood Music in Media Awards
  - 2015 – Miglior canzone in una serie televisiva per This Time da Glee
- New York Television Festival Award
  - 2009 – Miglior conduttrice televisiva per Around the Block
- NewNowNext Award
  - 2010 – Miglior attrice esordiente per Glee
- Nickelodeon Kids' Choice Awards (Australia)
  - 2010 – Candidatura come attrice TV preferita per Glee
- People's Choice Awards
  - 2012 – Attrice TV comica preferita per Glee
  - 2013 – Attrice TV comica preferita per Glee
  - 2014 – Attrice TV comica preferita per Glee
  - 2014 – Duo TV preferito insieme a Naya Rivera per Glee
  - 2016 – Candidatura come attrice preferita in una nuova serie TV per Scream Queens
- PETA Anniversary Gala
  - 2010 – Premio umanitario
- Satellite Award
  - 2009 – Miglior attrice protagonista in una serie comica o musicale per Glee
  - 2010 – Candidatura come miglior attrice protagonista in una serie comica o musicale per Glee
- Screen Actors Guild Award
  - 2010 – Miglior cast corale in una serie comica per Glee
  - 2011 – Candidatura come miglior cast corale in una serie comica per Glee
  - 2012 – Candidatura come miglior cast corale in una serie comica per Glee
  - 2013 – Candidatura come miglior cast corale in una serie comica per Glee
- Step Up's Inspiration Award
  - 2016 – Premio "Inspiration"
- Teen Choice Awards
  - 2009 – Candidatura come attrice TV esordiente preferita per Glee
  - 2010 – Candidatura come attrice TV comica preferita per Glee
  - 2010 – Candidatura come gruppo musicale preferito per le Nuove direzioni
  - 2011 – Candidatura come gruppo musicale preferito per Nuove direzioni
  - 2012 – Attrice TV comica preferita per Glee
  - 2012 – Candidatura come rubascena preferito per Capodanno a New York
  - 2013 – Attrice TV comica preferita per Glee
  - 2013 – Candidatura come icona di stile preferita
  - 2014 – Attrice TV comica preferita per Glee
  - 2015 – Attrice TV comica preferita per Glee
  - 2016 – Candidatura come attrice TV comica preferita per Scream Queens
  - 2016 – Candidatura come cattivo TV preferito per Scream Queens
- Time 100
  - 2010 – 100 persone più influenti al mondo
  - 2023 – 100 persone più influenti al mondo
- TV Guide Award
  - 2012 – Candidatura come coppia TV preferita insieme a Cory Monteith per Glee
- TV Land Award
  - 2010 – Premio "Future Classic" per Glee
- Variety Power of Women Award
  - 2011 – Premio "Lifetime Impact"
- Victoria's Secret Sexiest 100
  - 2010 – Sorriso più sexy
- World Music Award
  - 2014 – Candidatura come intrattenitrice dell'anno
  - 2014 – Candidatura come miglior artista femminile
  - 2014 – Candidatura come miglior artista live
  - 2014 – Candidatura come miglior album per Louder
- Young Hollywood Awards
  - 2014 – Candidatura come miglior artista crossover

## Tournée
- 2010–11 – Glee Live! In Concert!
- 2017 – An Intimate Evening with Lea Michele
- 2018 – The LM/DC Tour
- 2019 – Christmas in NYC Concert
- 2022 – Life In Music
- 2025 – Lea Michele Live

## Doppiatrici italiane
Nelle versioni in italiano dei suoi film, Lea Michele è stata doppiata da:
- Domitilla D'Amico in Squadra emergenza, Glee, Glee: The 3D Concert Movie, Capodanno a New York, Sons of Anarchy, Scream Queens, Natale alle Hawaii

Come doppiatrice, viene sostituita da:
- Lucrezia Marricchi ne Il magico mondo di Oz, The Cleveland Show
- Domitilla D'Amico ne I Simpson